# Candid Mușlea
Candid Mușlea (n. 7 februarie 1886, în Brașov—d. 10 martie 1965, în Brașov) a fost un istoric, profesor, publicist, jurist și preot ortodox român.

## Biografie
A urmat cursurile gimnaziale la „Andrei Șaguna” din Brașov în perioada 1896 - 1904, urmate de cele de la Institutul teologic din Sibiu între anii 1904 - 1907. În perioada 1909 - 1912 a făcut studii juridice la Facultatea de Drept din Cluj. A fost învățător în comuna Cristian, Sibiu un an de zile 1907 - 1908, corector la revista Gazeta Transilvaniei din Brașov între anii 1908 - 1909. A funcționat șapte ani (1909 - 1916) ca institutor la Școalele Centrale Române greco-ortodoxe din Brașov. A participat la primul război mondial, după care s-a retras cu trupele române în Regatul României. A revenit din anul 1919 la Brașov și a fost profesor de franceză la Liceul „Andrei Șaguna” până în anul 1944. În această ultimă perioadă a mai funcționat ca diacon (1912) și preot (1922) la diferite biserici din Brașov și împrejurimi: Biserica Sfântul Nicolae din Șcheii Brașovului, Biserica pe Tocile din Brașov, Cetate, biserica din satele Turcheș, Blumăna, Baciu, Dârste. A mai fost iconom stavrofor în 1958 și din anul 1959 a fost arhivist la Arhivele Statului Brașovș și cercetător al istoriei românilor brașoveni. Pe tărâmul publicisticii Candid Mușlea a colaborat la Revista Gazeta Transilvaniei, Telegraful român, Revista Teologică de la Sibiu, Revista Tribuna din Arad și Revista Țara Bârsei din Brașov.

## Scrieri
- Povestiri pentru copii și tinerime, Brașov, 1912 (în colaborare cu Radu Priscu);
- Economia casnică, prelucrare din limba maghiară, Brașov, 1914;
- Cartea soldatului, l - lll, Brașov, 1915 - 1916 (în colaborare cu Victor Braniște și Ioan Brotea);
- Zece lecțiuni de astronomie, traducere după E. Esclangen (în colaborare cu prof. Stelian Mărculescu), Brașov, 1934 ș.a.
- Protopopi de altă dată ai Brașovului: Eustație Grid, Brașov, 1933, 20 p. (extras din revista Țara Bârsei);
- Protopopul Gheorghe Haines, Brașov, 1934 (extras din Țara Bârsei");
- Protopopul Bratu Baiul (1760-1831) și fiul său Nicolae („Cuconu Baiu”, 1782-1855), Brașov, 1936, 87 p. (extras din Țara Bârsei);
- Protopopul Bartolomeu Baiulescu, Brașov, 1938, 59 p.
- O dinastie de preoți și protopopi Radu Tempea. Șase generații de preoți și protopopi din aceeași familie, Brașov, 1939, 117 p. (premiată la Academia Română);
- Biserica Sf. Nicolae din Șcheii-Brașovului, vol. I (1292-1742) și vol. II, Brașov, 1943 - 1946, 427 + 455 p. (vol. III rămas în manuscris);
- Contribuții la instituția veciniei la românii brașoveni, în Studii și articole de istorie, II, 1957, pp. 317–344.